# Niemysłowice
Niemysłowice is een plaats in het Poolse district  Prudnicki, woiwodschap Opole. De plaats maakt deel uit van de gemeente Prudnik en telt 724 inwoners.